# Мадиди (национальный парк)
Мадиди (исп. Parque Nacional Madidi) — национальный парк Боливии. Расположен в верховьях бассейна реки Амазонки. Он основан в 1995 году, имеет площадь 18 958 квадратных километров и вместе с ближайшими (но не смежными) заповедниками Manuripi-Heath, Apolobamba и Ману образует одну из крупнейших охраняемых территорий в мире. Мадиди и соседние парки считаются одним из наиболее биологически разнообразных регионов планеты и охватывают многие климатические зоны от тропических лесов реки Туичи до покрытых ледниками горных вершин Анд. В частности, под охраной парка Мадиди находятся часть экорегиона боливийских юнгас и сухих горных лесов.
Добраться до национального парка Мадиди можно из города Рурренабаке, который находится в нескольких километрах от границ парка.
Местные жители, которые мигрировали в этот район из Андского нагорья разговаривают на языке кечуа. Те же культуры, которые произошли из этих мест (Tacana, Mosete, Tsimane и Ese Ejja), имеют свой собственный язык, относящийся к одной языковой группе.
Эколоджи, в которых размещаются туристы, находятся как внутри, так и снаружи парка. Старейшим и наиболее известным является Чалалан эколодж (исп. Chalalan Ecolodge) на реке Туичи — общинное предприятие, создающее значительные экономические выгоды для коренных жителей.

## Общие сведения
- Территория. Парк Мадиди занимает территорию 18 957,5 км² (12 715 км² относятся к категории «национальный парк»; 6 242,5 км² — к категории «национальный природный резерват») и является одной из крупнейшей охраняемых территорий Боливии. Его границы находятся в диапазоне 12°42' — 15°14' южной широты и 67°30' — 69°15' западной долготы.

- Диапазон высот парка составляет более 5500 метров (от 200 до 6000 м): от бассейна рек Хит и Мадиди до гор Алтункама. Его геоморфология, по большей части гористая, с высокими горами и глубокими ущельями, образующая широкий спектр экологических зон.

- Гидрография характеризуется большим количеством водоразделов, расположенных в районах с высоким количеством осадков, и эрозией почвы на крутых склонах. Основные реки: Туичи, Мадиди, Хит и Кендеке.

- Климат парка очень разнообразен: от минусовых температур в Андах до тёплых тропиков в северной низменности. Средняя температура составляет 25 °C и колеблется между 33 °C в октябре-январе и 10-20 °C в марте-июне. Среднегодовое количество осадков составляет около 1800 мм, а в некоторых районах (например, Альто Мадиди) наблюдаются свыше 5000 мм в год. Сухой сезон совпадает с южной зимой.

- Места въезда в парк: Пеличуко и Аполло на юге, Рурренабаке на востоке, Тумупача на северо-востоке и река Мадре-де-Диос на севере[2].

## Флора и фауна

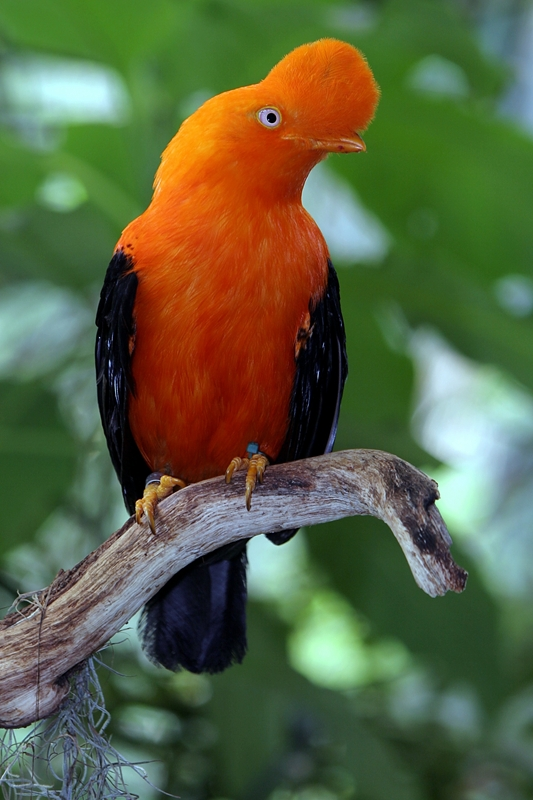
Андский скальный петушок один из многих видов птиц национального парка

Национальный парк Мадиди обладает высоким биоразнообразием, благодаря чему в 2000 году журналом National Geographic был назван одной из самых биологически разнообразных зон на планете, а также одной из 20 туристических достопримечательностей мирового уровня.
Большому многообразию произрастающих растений способствует разнообразие среды обитания. На текущий момент в парке зарегистрировано 4838 видов сосудистых растений, но по различным оценкам общее количество видов превышает 5000.
В туманных горных лесах, где деревья полностью покрыты мхами и лишайниками преобладают подокарпы, брунеллия, вейнманния и другие. Присутствуют также формации травянистой растительности, смешанной с деревьями, представляющие собой сложную мозаику из островков. Основные виды, которые здесь можно найти: схизахириум, вошизиевые, Trachypogon spicatus и Dilodendron bipinnatum.
Фауна парка, благодаря большому разнообразию мест обитания, также богата различными видами. На текущий момент зарегистрировано 1370 видов позвоночных, но при этом предполагается, что в результате будущих исследований будут обнаружены еще 600 видов.
- Млекопитающие. В число 156 видов млекопитающих входят: очковый медведь, андская кошка, пума, ягуар, оцелот, перуанский олень, белобородый пекари, болотный олень, бразильская выдра, а также большое разнообразие обезьян: чёрные коаты, рыжие ревуны, бурые черноголовые капуцины и другие. Кроме того, были выявлены эндемичные виды: полевой хомячок Дэя[англ.] и новый вид приматов рода прыгунов Callicebus aureipalatii.

- Птицы. В настоящее время зарегистрировано 914 видов, однако считается, что на территории парка обитает более 1150 различных видов, что составляет 83 % от всех видов птиц страны. В парке можно встретить следующие виды: зелёнокрылый ара, серогрудый синицевый тиранчик[англ.], хохлатый орёл, андский скальный петушок, гарпии и несколько видов исчезающих птиц (красноухая граллярия[англ.]), эндемичных для региона.

- Земноводные. Зарегистрировано 84 вида из которых 30 эндемики и еще, вероятно, 88 будут обнаружены позднее. Мадиди является местом обитания более 85 % земноводных страны.

- Пресмыкающиеся. Зарегистрирован 71 вид и ещё 109 не обнаружено, что в общей сложности даёт 180 видов или 70 % от всех видов пресмыкающихся страны. Многие крупные виды, такие как: удавы, анаконды, змеи, ящерицы и крупные черепахи находятся под угрозой исчезновения из-за браконьерства.

- Рыбы насчитывают 192 зарегистрированных вида и еще 104 вероятных, что в общей сложности соответствует 51 % ихтиофауны страны.